# Nati nel 1981/Settembre
| Questa pagina contiene informazioni ricavate automaticamente dalle voci biografiche con l'ausilio del template Bio e di un bot. L'aggiornamento è periodico e automatico e ricostruisce completamente la pagina. Se manca una persona in questa lista, sei pregato di non aggiungerla, ma accertati piuttosto che la sua voce biografica contenga il template Bio e che i dati anagrafici siano correttamente compilati. Se il template Bio manca, inseriscilo tu stesso o, in alternativa, metti l'avviso {{tmp\|Bio}} che ne segnala la mancanza. Se i dati riportati sono sbagliati, correggi direttamente la voce biografica; le modifiche saranno visibili in questa lista entro pochi giorni. Per chiarimenti vedi il progetto biografie. La lista contiene solo le 415 persone che sono citate nell'enciclopedia e per le quali è stato implementato correttamente il template Bio. Pagina aggiornata al 10 ago 2025. |

- 1º settembre - Milan Anđelković, allenatore di calcio e ex calciatore sloveno
- 1º settembre - Juan Belencoso, calciatore spagnolo
- 1º settembre - Terry Boss, ex calciatore statunitense
- 1º settembre - Morven Christie, attrice britannica
- 1º settembre - Stefan Erkinger, ex calciatore austriaco
- 1º settembre - Márton Fodor, ex cestista e dirigente sportivo ungherese
- 1º settembre - Jaime Hipp, ex pallanuotista statunitense
- 1º settembre - Boyd Holbrook, modello, attore e artista statunitense
- 1º settembre - Patrice Hollis, modella statunitense
- 1º settembre - Aleksej Ivanov, ex calciatore russo
- 1º settembre - Li Ang, insegnante cinese
- 1º settembre - Michael Maze, tennistavolista danese
- 1º settembre - Barbara Niewiedział, atleta paralimpica polacca
- 1º settembre - José Ignacio Paliza, politico dominicano
- 1º settembre - Maksim Pantelejmonenko, pallavolista ucraino
- 1º settembre - Coyote Peterson, youtuber e educatore statunitense
- 1º settembre - Clinton Portis, ex giocatore di football americano statunitense
- 1º settembre - Giovanni Rugolo, ex cestista italiano
- 1º settembre - Andrew Wisniewski, ex cestista statunitense
- 1º settembre - Wu Weian, ex calciatore cinese
- 2 settembre - Aleksej Aleksandrovič Čadov, attore russo
- 2 settembre - Bart Dockx, ciclista su strada belga
- 2 settembre - Nick Hardwick, giocatore di football americano statunitense
- 2 settembre - Jassem Khalloufi, calciatore tunisino
- 2 settembre - Marcin Kuś, ex calciatore polacco
- 2 settembre - Aki Misato, cantante giapponese
- 2 settembre - Alessio Sakara, artista marziale misto, conduttore televisivo e attore italiano
- 2 settembre - Abdulnaser Slil, ex calciatore libico
- 2 settembre - Radosław Zawrotniak, schermidore polacco
- 2 settembre - Indra Putra Mahayuddin, calciatore malese
- 3 settembre - Angelica Cacciapaglia, attrice italiana
- 3 settembre - Gautier Capuçon, violoncellista francese
- 3 settembre - Fearne Cotton, conduttrice televisiva e conduttrice radiofonica britannica
- 3 settembre - Adam Jamal Craig, attore statunitense
- 3 settembre - Atsuko Ishizuka, animatrice e regista giapponese
- 3 settembre - Krešimir Kordić, ex calciatore bosniaco
- 3 settembre - Fodé Mansaré, ex calciatore guineano
- 3 settembre - Justin Pierre, calciatore britannico
- 3 settembre - Luigi Pisani, attore italiano
- 3 settembre - Roberto Previtali, ex calciatore e allenatore di calcio italiano
- 3 settembre - Jesse Quin, musicista e polistrumentista britannico
- 3 settembre - Antonella Riva, mezzofondista italiana
- 3 settembre - Stefan Thanei, ex sciatore alpino e sciatore freestyle italiano
- 3 settembre - Are Tronseth, allenatore di calcio e ex calciatore norvegese
- 3 settembre - Jessica Zelinka, ex multiplista canadese
- 4 settembre - Elias Alves da Silva, ex calciatore brasiliano
- 4 settembre - Stéphane Auvray, ex calciatore francese
- 4 settembre - Beyoncé, cantautrice, ballerina e attrice statunitense
- 4 settembre - Richard Garcia, ex calciatore e allenatore di calcio australiano
- 4 settembre - Ali Gerba, ex calciatore camerunese
- 4 settembre - Tomáš Hübschman, ex calciatore ceco
- 4 settembre - Tom Van Imschoot, allenatore di calcio e ex calciatore belga
- 4 settembre - Lesja Machno, ex pallavolista russa
- 4 settembre - Lesley Manyathela, calciatore sudafricano († 2003)
- 4 settembre - Peter Mponda, allenatore di calcio e ex calciatore malawiano
- 4 settembre - Gilles Rondy, nuotatore francese
- 4 settembre - Pavel Sof'in, ex pesista russo
- 4 settembre - Isaac Sopoaga, ex giocatore di football americano samoano americano
- 4 settembre - Matteo Spippoli, ex cestista italiano
- 4 settembre - Lacey Sturm, cantante statunitense
- 4 settembre - Nathan White, ex rugbista a 15 e allenatore di rugby a 15 neozelandese
- 5 settembre - Michelle Cardona, pallavolista portoricana
- 5 settembre - Drew Carter, giocatore di football americano statunitense
- 5 settembre - Christian Cellay, ex calciatore argentino
- 5 settembre - Sabrina Ciaffaglione, calciatrice italiana
- 5 settembre - Logi Gunnarsson, cestista islandese
- 5 settembre - Georgi Iliev, ex calciatore bulgaro
- 5 settembre - Timur Kapadze, allenatore di calcio e ex calciatore uzbeko
- 5 settembre - Rogier Meijer, allenatore di calcio e ex calciatore olandese
- 5 settembre - Daniel Moreno, ex ciclista su strada spagnolo
- 5 settembre - Dovenir Domingues Neto, ex giocatore di calcio a 5 brasiliano
- 5 settembre - Bruno Neves, ciclista su strada portoghese († 2008)
- 5 settembre - Marcelo José Oliveira, ex calciatore brasiliano
- 5 settembre - Tommy Portimo, batterista finlandese
- 5 settembre - Ann Marie Rios, ex attrice pornografica statunitense
- 5 settembre - Filippo Volandri, allenatore di tennis, commentatore televisivo e ex tennista italiano
- 6 settembre - Yūki Abe, ex calciatore giapponese
- 6 settembre - Dritan Babamusta, ex calciatore albanese
- 6 settembre - Yumiko Cheng, cantante cinese
- 6 settembre - Pedro Kamata, ex calciatore francese
- 6 settembre - Søren Larsen, ex calciatore danese
- 6 settembre - Thales Leites, artista marziale misto brasiliano
- 6 settembre - Amir Hossein Sadeqi, ex calciatore iraniano
- 6 settembre - Santiago Salcedo, calciatore paraguaiano
- 6 settembre - Brandon Simpson, ex velocista giamaicano
- 6 settembre - Dani Tortolero, ex calciatore spagnolo
- 6 settembre - Heather Vandeven, attrice e ex attrice pornografica statunitense
- 7 settembre - Yoann Bourgeois, coreografo, danzatore e scenografo francese
- 7 settembre - Francesco Capra, sollevatore italiano
- 7 settembre - Luca Cereda, allenatore di hockey su ghiaccio e ex hockeista su ghiaccio svizzero
- 7 settembre - Daniel Graf, ex biatleta tedesco
- 7 settembre - Han Jin-seop, tiratore a volo sudcoreano
- 7 settembre - Darius Henderson, ex calciatore inglese
- 7 settembre - Hannah Herzsprung, attrice tedesca
- 7 settembre - Vladimir Kara-Murza, giornalista, politico e attivista russo
- 7 settembre - Athena Karkanis, attrice, doppiatrice e cantante canadese
- 7 settembre - Annie Martin, ex giocatrice di beach volley canadese
- 7 settembre - Paul McCoy, cantante e chitarrista statunitense
- 7 settembre - Tat'jana Moiseeva, ex biatleta russa
- 7 settembre - Marianna Palka, attrice, regista e sceneggiatrice britannica
- 7 settembre - Richard Vendura, calciatore namibiano († 2003)
- 7 settembre - Gökhan Zan, ex calciatore e allenatore di calcio turco
- 7 settembre - Dominique van Hulst, cantante olandese
- 8 settembre - Selim Ben Achour, ex calciatore e allenatore di calcio tunisino
- 8 settembre - Morten Gamst Pedersen, ex calciatore norvegese
- 8 settembre - Sara Harstick, ex nuotatrice tedesca
- 8 settembre - Māris Ļaksa, ex cestista lettone
- 8 settembre - Lanna Rodrigues, cantante, polistrumentista e compositrice brasiliana
- 8 settembre - Teruyuki Moniwa, ex calciatore giapponese
- 8 settembre - Darius Pakamanis, ex cestista lituano
- 8 settembre - Jérôme Schmitt, ex cestista francese
- 8 settembre - Kate Scott, giornalista e conduttrice televisiva britannica
- 8 settembre - Daiki Takamatsu, ex calciatore giapponese
- 8 settembre - Jonathan Taylor Thomas, attore statunitense
- 8 settembre - Ashwin Willemse, ex rugbista a 15 sudafricano
- 9 settembre - Mohamed Attoumane, ex nuotatore comoriano
- 9 settembre - Susanna Bordone, cavallerizza italiana
- 9 settembre - Silvia Calderoni, attrice italiana
- 9 settembre - Sunny Kingsley Ekeh, ex calciatore nigeriano
- 9 settembre - Ivan Elez, ex calciatore croato
- 9 settembre - Markus Fothen, ex ciclista su strada tedesco
- 9 settembre - Julie Gonzalo, attrice argentina
- 9 settembre - Manuel Pascali, allenatore di calcio e ex calciatore italiano
- 9 settembre - Julio Peralta, tennista e allenatore di tennis cileno
- 9 settembre - Gregorio Salvador Elá, ex calciatore equatoguineano
- 9 settembre - Sandra Shine, attrice pornografica ungherese
- 9 settembre - Michał Sobieraj, schermidore polacco
- 9 settembre - Zhu Yingwen, nuotatrice cinese
- 10 settembre - Gladys Bokese, ex calciatore della Repubblica Democratica del Congo
- 10 settembre - Marco Chiudinelli, allenatore di tennis e ex tennista svizzero
- 10 settembre - Germán Denis, ex calciatore argentino
- 10 settembre - Bonnie Maxon, ex wrestler statunitense
- 10 settembre - Ryōsuke Mizumachi, ex cestista giapponese
- 10 settembre - José Alcides Moreno Mora, ex calciatore colombiano
- 10 settembre - Ali Msarri, calciatore emiratino
- 10 settembre - Filippo Pozzato, ex ciclista su strada e pistard italiano
- 10 settembre - Adriana Ruocco, cantante italiana
- 10 settembre - Enrica Segneri, politica italiana
- 10 settembre - Pablo Sicilia, ex calciatore spagnolo
- 10 settembre - Wang Dong, ex calciatore cinese
- 10 settembre - Jay Williams, ex cestista statunitense
- 11 settembre - Rajaa Alsanea, scrittrice saudita
- 11 settembre - Marcus Becker, canoista tedesco
- 11 settembre - Andreas Birnbacher, biatleta tedesco
- 11 settembre - Gerard Bordas, ex calciatore spagnolo
- 11 settembre - Andrea Dossena, allenatore di calcio e ex calciatore italiano
- 11 settembre - Kent Ekeroth, politico svedese
- 11 settembre - Charles Kelley, cantante statunitense
- 11 settembre - Lachlan Nieboer, attore britannico
- 11 settembre - Ramón Julián Puigblanque, arrampicatore spagnolo
- 11 settembre - Stephanie Santer, ex fondista italiana
- 11 settembre - Nikolaos Skiathitis, ex canottiere greco
- 11 settembre - Son Dae-ho, ex calciatore sudcoreano
- 11 settembre - Song Zhenyu, allenatore di calcio e ex calciatore cinese
- 11 settembre - Özlem Türay, attrice turca
- 11 settembre - Maria Yamamoto, doppiatrice e cantante giapponese
- 11 settembre - Yulia Zagoruychenko, ballerina russa
- 12 settembre - Marty Adams, attore, comico e scrittore canadese
- 12 settembre - Wayne Bernard, ex cestista statunitense
- 12 settembre - Jerel Blassingame, ex cestista statunitense
- 12 settembre - Josephine Bornebusch, attrice, regista e sceneggiatrice svedese
- 12 settembre - Marijan Buljat, ex calciatore croato
- 12 settembre - Johan Cavalli, ex calciatore francese
- 12 settembre - Jennifer Hudson, cantante, attrice e imprenditrice statunitense
- 12 settembre - Ricardo Marsh, ex cestista statunitense
- 12 settembre - Greg Nixon, velocista statunitense
- 12 settembre - David Prutton, ex calciatore inglese
- 12 settembre - Hannes Reiter, ex sciatore alpino austriaco
- 12 settembre - Andrea Semenzato, pallavolista italiano
- 12 settembre - Staciana Stitts, ex nuotatrice statunitense
- 12 settembre - Christian Wanninger, allenatore di sci alpino e ex sciatore alpino tedesco
- 13 settembre - Kemal Bourhani, ex calciatore francese
- 13 settembre - Koldo Fernández, ex ciclista su strada spagnolo
- 13 settembre - George Gebro, ex calciatore liberiano
- 13 settembre - Adel Jadou, ex calciatore qatariota
- 13 settembre - Antonio López Guerrero, ex calciatore spagnolo
- 13 settembre - Angelina Love, wrestler canadese
- 13 settembre - Gilmar Pelentir, giocatore di calcio a 5 brasiliano
- 13 settembre - Paitoon Tiepma, calciatore thailandese
- 14 settembre - Yumi Adachi, attrice e cantante giapponese
- 14 settembre - Martín Aguirre, ex calciatore argentino
- 14 settembre - Glenn Cronin, ex calciatore irlandese
- 14 settembre - Sarah Dawn Finer, cantautrice, attrice e doppiatrice svedese
- 14 settembre - Martin Gould, giocatore di snooker inglese
- 14 settembre - Miyavi, cantautore, musicista e produttore discografico giapponese
- 14 settembre - Stefan Reisinger, ex calciatore tedesco
- 14 settembre - Ashley Roberts, cantante, conduttrice televisiva e personaggio televisivo statunitense
- 14 settembre - Mario Rafael Rodríguez, ex calciatore guatemalteco
- 14 settembre - Yang Dong-geun, ex cestista sudcoreano
- 14 settembre - Mehmet Yıldız, ex calciatore turco
- 15 settembre - Simone Albergoni, pilota motociclistico italiano
- 15 settembre - Gianluca Coletta, ex ciclista su strada italiano
- 15 settembre - Rik De Mil, allenatore di calcio belga
- 15 settembre - Marquis Estill, ex cestista e allenatore di pallacanestro statunitense
- 15 settembre - Antonio Gargiulo, attore italiano
- 15 settembre - Jhonny González, pugile messicano
- 15 settembre - Hayato Hashimoto, ex calciatore giapponese
- 15 settembre - Joseph Makhanya, ex calciatore sudafricano
- 15 settembre - Chris Myers, giocatore di football americano statunitense
- 15 settembre - Ben Schwartz, attore, comico e sceneggiatore statunitense
- 15 settembre - Martin Ticháček, calciatore ceco
- 15 settembre - Chris Tomlinson, ex lunghista britannico
- 15 settembre - Chaminda Wijekoon, mezzofondista cingalese
- 16 settembre - Alexis Bledel, attrice e modella statunitense
- 16 settembre - Marcin Drzymont, ex calciatore polacco
- 16 settembre - Fan Bingbing, attrice, cantante e produttrice cinematografica cinese
- 16 settembre - LaVerne Jones-Ferrette, velocista americo-verginiana
- 16 settembre - Kang Yeong-suk, ex cestista sudcoreana
- 16 settembre - Lee Jin-wook, attore sudcoreano
- 16 settembre - Daniel Martín Alexandre, ex calciatore spagnolo
- 16 settembre - Simona Mușat, canottiera rumena
- 16 settembre - Admir Raščić, ex calciatore bosniaco
- 16 settembre - Francesco Tristano Schlimé, pianista e compositore lussemburghese
- 16 settembre - Rodrigo Sorogoyen, regista, sceneggiatore e produttore cinematografico spagnolo
- 16 settembre - Jendrek Stanek, ex sciatore alpino tedesco
- 16 settembre - Sandra Sánchez, karateka spagnola
- 16 settembre - Chazz Witherspoon, pugile statunitense
- 17 settembre - Atidzhe Alieva-Veli, politica bulgara
- 17 settembre - Michael Boulware, ex giocatore di football americano statunitense
- 17 settembre - Henri Caroine, ex calciatore francese
- 17 settembre - Bakari Koné, ex calciatore ivoriano
- 17 settembre - Abouzar Rahimi, ex calciatore iraniano
- 17 settembre - Gonzalo Villagra, ex calciatore cileno
- 18 settembre - Lucy Aharish, conduttrice televisiva, giornalista e attrice israeliana
- 18 settembre - Lionel Bosco, ex cestista e allenatore di pallacanestro belga
- 18 settembre - Andrea Caracciolo, dirigente sportivo e ex calciatore italiano
- 18 settembre - Francisco José Castro Fernandes, ex calciatore portoghese
- 18 settembre - Mark Chisholm, ex rugbista a 15 australiano
- 18 settembre - Eva D'Amore, ex ginnasta italiana
- 18 settembre - Gavin Duffy, ex rugbista a 15 irlandese
- 18 settembre - Han Ye-seul, attrice e modella statunitense
- 18 settembre - Tanisha Harper, attrice, modella e conduttrice televisiva statunitense
- 18 settembre - Steve Hirschi, allenatore di hockey su ghiaccio e ex hockeista su ghiaccio svizzero
- 18 settembre - Roberto Infascelli, attore e conduttore radiofonico italiano
- 18 settembre - Kunie Kitamoto, allenatore di calcio e ex calciatore giapponese
- 18 settembre - Yayoi Kobayashi, ex calciatrice giapponese
- 18 settembre - Lasse Kukkonen, hockeista su ghiaccio finlandese
- 18 settembre - David Lafata, ex calciatore ceco
- 18 settembre - Ángelo Reyes, ex cestista portoricano
- 18 settembre - Ri Kum-dong, ex calciatore nordcoreano
- 18 settembre - Jessica Rodríguez, modella panamense
- 18 settembre - Teresa Rodríguez, politica e filologa spagnola
- 18 settembre - Tetsuo Takata, ex giocatore di football americano e allenatore di football americano giapponese
- 18 settembre - Jennifer Tisdale, attrice e modella statunitense
- 18 settembre - Kristaps Valters, ex cestista lettone
- 18 settembre - Nicole da Silva, attrice australiana
- 19 settembre - Atari Bigby, ex giocatore di football americano giamaicano
- 19 settembre - Alan Caligiuri, conduttore radiofonico e autore televisivo italiano
- 19 settembre - Damiano Cunego, ex ciclista su strada italiano
- 19 settembre - Rick DiPietro, ex hockeista su ghiaccio statunitense
- 19 settembre - Rika Fujiwara, ex tennista giapponese
- 19 settembre - Christian Gratzei, allenatore di calcio e ex calciatore austriaco
- 19 settembre - Piero Marchesi, politico svizzero
- 19 settembre - Franck Signorino, ex calciatore francese
- 19 settembre - Iman Zandi, ex cestista iraniano
- 20 settembre - Mandy Bruno, attrice statunitense
- 20 settembre - Joanie Dodds, modella statunitense
- 20 settembre - Motoyuki Hirai, ex giocatore di football americano giapponese
- 20 settembre - Danti, rapper e cantautore italiano
- 20 settembre - Feliciano López, ex tennista spagnolo
- 20 settembre - Ivica Majstorović, ex calciatore tedesco
- 20 settembre - Siegfried Mureșan, politico e economista rumeno
- 20 settembre - Crystle Stewart, modella statunitense
- 21 settembre - Katarzyna Biel, ex pallavolista polacca
- 21 settembre - Cex, compositore e disc jockey statunitense
- 21 settembre - Han Xue, ex nuotatrice cinese
- 21 settembre - Jerrika Hinton, attrice statunitense
- 21 settembre - Phoenix Marie, attrice pornografica statunitense
- 21 settembre - Pak Chol-min, judoka nordcoreano
- 21 settembre - Luciano Pereyra, cantante argentino
- 21 settembre - Stefano Reale, golfista italiano
- 21 settembre - Scott Rice, giocatore di baseball statunitense
- 21 settembre - Nicole Richie, attrice, stilista e scrittrice statunitense
- 21 settembre - Simone Rizzato, ex calciatore italiano
- 21 settembre - Sarah Whatmore, cantautrice britannica
- 21 settembre - Roger Wilson, rugbista a 15 britannico
- 21 settembre - Josef Wladyka, regista e produttore cinematografico statunitense
- 21 settembre - Shereka Wright, ex cestista e allenatrice di pallacanestro statunitense
- 22 settembre - Sedat Ağçay, ex calciatore turco
- 22 settembre - Serdar Berdimuhamedow, politico turkmeno
- 22 settembre - Ashley Eckstein, attrice e doppiatrice statunitense
- 22 settembre - Dan Jeannotte, attore canadese
- 22 settembre - Federico Nanni, ex calciatore sammarinese
- 22 settembre - Janne Niskala, hockeista su ghiaccio finlandese
- 22 settembre - Simone Pierich, ex cestista e dirigente sportivo italiano
- 22 settembre - Joci Pápai, cantante e rapper ungherese
- 22 settembre - Stelian Stancu, ex calciatore rumeno
- 22 settembre - Gonzalo Vargas, ex calciatore uruguaiano
- 22 settembre - Kōji Yamase, ex calciatore giapponese
- 23 settembre - Ximena Abarca, cantante e attrice cilena
- 23 settembre - Nine Antico, fumettista, sceneggiatrice e regista francese
- 23 settembre - Evan Brewer, bassista statunitense
- 23 settembre - Dani Cancela, ex calciatore spagnolo
- 23 settembre - Molly Creamer, ex cestista statunitense
- 23 settembre - Brandon Victor Dixon, attore, cantante e produttore teatrale statunitense
- 23 settembre - Robert Doornbos, ex pilota automobilistico olandese
- 23 settembre - Natalie Horler, cantante tedesca
- 23 settembre - Kiko Insa, ex calciatore spagnolo
- 23 settembre - Kendra James, attrice pornografica statunitense
- 23 settembre - Juan Mendez, ex cestista canadese
- 23 settembre - Francesca Modica, ex cestista e dirigente sportiva italiana
- 23 settembre - Petr Musil, calciatore ceco
- 23 settembre - Saimir Pirgu, tenore albanese
- 23 settembre - Marcus Popp, pallavolista e giocatore di beach volley tedesco
- 23 settembre - Helen Richardson, hockeista su prato britannica
- 23 settembre - Misti Traya, attrice statunitense
- 24 settembre - Adolfo Damian Berdun, cestista argentino
- 24 settembre - Ryan Briscoe, pilota automobilistico australiano
- 24 settembre - Sarayuth Chaikamdee, ex calciatore thailandese
- 24 settembre - Sebastian Edtbauer, attore tedesco
- 24 settembre - Yuki Matsuzaki, attore giapponese
- 24 settembre - Park Kyu-seon, ex calciatore sudcoreano
- 24 settembre - Simon Patterson, disc jockey e produttore discografico britannico
- 24 settembre - Tomáš Surový, hockeista su ghiaccio slovacco
- 24 settembre - Kai Wen Tan, ginnasta statunitense
- 24 settembre - Balázs Tóth, ex calciatore ungherese
- 24 settembre - Fernanda Urrejola, attrice cilena
- 24 settembre - Brian Vandenbussche, ex calciatore belga
- 25 settembre - John Gobbi, ex hockeista su ghiaccio e dirigente sportivo svizzero
- 25 settembre - Perfume Genius, cantautore statunitense
- 25 settembre - Van Hansis, attore statunitense
- 25 settembre - Kim Jong-chul, ex politico nordcoreano
- 25 settembre - Saule, cantautore belga
- 25 settembre - Lee Yoon-mi, attrice e imprenditrice sudcoreana
- 25 settembre - Dan Mintz, comico, scrittore e attore statunitense
- 25 settembre - Darina Mišurová, ex cestista slovacca
- 25 settembre - Lee Norris, attore statunitense
- 25 settembre - Leo Olsen, allenatore di calcio e calciatore norvegese
- 25 settembre - Angelo Palombo, ex calciatore italiano
- 25 settembre - Luís Pimenta, allenatore di calcio portoghese
- 25 settembre - Marcel Rodman, allenatore di hockey su ghiaccio, dirigente sportivo e ex hockeista su ghiaccio sloveno
- 25 settembre - Lindsay Shoop, canottiera statunitense
- 25 settembre - Claire Tabouret, pittrice e scultrice francese
- 26 settembre - Asuka, wrestler giapponese
- 26 settembre - Maia Barmettler, ex sciatrice alpina svizzera
- 26 settembre - David Branch, artista marziale misto statunitense
- 26 settembre - Jono Brauer, ex sciatore alpino australiano
- 26 settembre - Brenton Cabello, nuotatore spagnolo
- 26 settembre - Otar Khizaneishvili, ex calciatore georgiano
- 26 settembre - Denis Lapaczinski, dirigente sportivo, allenatore di calcio e ex calciatore tedesco
- 26 settembre - Marina Maljković, allenatrice di pallacanestro serba
- 26 settembre - Christina Milian, cantante, attrice e modella statunitense
- 26 settembre - Kentarō Namiki, ex giocatore di football americano giapponese
- 26 settembre - Jaime Penedo, ex calciatore panamense
- 26 settembre - Omar Quintero, ex cestista e allenatore di pallacanestro messicano
- 26 settembre - Akira Sasaki, sciatore alpino giapponese
- 26 settembre - Graham Stack, ex calciatore irlandese
- 26 settembre - Serena Williams, ex tennista statunitense
- 26 settembre - Alaeddine Yahia, ex calciatore francese
- 27 settembre - Fawaz Al Khater, ex calciatore qatariota
- 27 settembre - Steve Bandoma, artista della Repubblica Democratica del Congo
- 27 settembre - Patrick Bengondo, ex calciatore camerunese
- 27 settembre - Sophie Crumb, fumettista statunitense
- 27 settembre - Cytherea, attrice pornografica statunitense
- 27 settembre - Ola Englund, chitarrista, produttore discografico e youtuber svedese
- 27 settembre - Ida Ljungqvist, modella svedese
- 27 settembre - Mitar Novaković, ex calciatore montenegrino
- 27 settembre - Andrej Pečnik, ex calciatore sloveno
- 27 settembre - Luis Alonso Sandoval, ex calciatore messicano
- 27 settembre - Mirjam Weichselbraun, conduttrice televisiva e attrice austriaca
- 27 settembre - Ian Young, ex cestista statunitense
- 28 settembre - Ante Aračić, calciatore croato
- 28 settembre - David Baas, giocatore di football americano statunitense
- 28 settembre - Hans-Peter Berger, ex calciatore austriaco
- 28 settembre - Cecilia Brækhus, pugile norvegese
- 28 settembre - Nihan Büyükağaç, attrice turca
- 28 settembre - Wilfredo Caballero, allenatore di calcio e ex calciatore argentino
- 28 settembre - José Calderón, ex cestista spagnolo
- 28 settembre - George Castiglia, attore e doppiatore italiano
- 28 settembre - Carlos Coloma, mountain biker spagnolo
- 28 settembre - Melissa Claire Egan, attrice statunitense
- 28 settembre - Jorge Guagua, ex calciatore ecuadoriano
- 28 settembre - Jesús Hernández, dirigente sportivo e ex ciclista su strada spagnolo
- 28 settembre - Megumi Kagurazaka, attrice giapponese
- 28 settembre - Scott Lawson, ex rugbista a 15 britannico
- 28 settembre - Loïc Loval, ex calciatore francese
- 28 settembre - Marjan Marković, ex calciatore serbo
- 28 settembre - Mauro Óbolo, ex calciatore argentino
- 28 settembre - Guillaume Samica, pallavolista francese
- 28 settembre - Hiromasa Tanaka, multiplista giapponese
- 28 settembre - Trixi Worrack, ex ciclista su strada, pistard e ciclocrossista tedesca
- 29 settembre - Shay Astar, attrice statunitense
- 29 settembre - Julien Cardy, ex calciatore francese
- 29 settembre - Lee Casciaro, calciatore gibilterriano
- 29 settembre - Stephen Costello, tenore statunitense
- 29 settembre - Aristeidīs Galanopoulos, ex calciatore greco
- 29 settembre - Daniele Genocchio, scacchista italiano
- 29 settembre - Manu Herrera, calciatore spagnolo
- 29 settembre - Sofia Kyriakopoulou, ex cestista greca
- 29 settembre - Jorge Larena-Avellaneda Roig, ex calciatore spagnolo
- 29 settembre - Kelly McCreary, attrice statunitense
- 29 settembre - Nam Hyun-hee, ex schermitrice sudcoreana
- 29 settembre - Jean Philippe Peguero, ex calciatore haitiano
- 29 settembre - Siyabonga Sangweni, ex calciatore sudafricano
- 29 settembre - Jake Schreier, regista statunitense
- 29 settembre - Marcel Schreter, ex calciatore austriaco
- 29 settembre - Shane Smeltz, ex calciatore neozelandese
- 29 settembre - Matthieu Sprick, ex ciclista su strada francese
- 29 settembre - Seth Stammler, ex calciatore statunitense
- 29 settembre - Marcos Vicente dos Santos, ex calciatore brasiliano
- 30 settembre - Cecelia Ahern, scrittrice irlandese
- 30 settembre - Kristina Barrois, ex tennista tedesca
- 30 settembre - Lavinia Bonsignore, costumista italiana
- 30 settembre - Cathrine Kraayeveld, ex cestista statunitense
- 30 settembre - Igor' Kunicyn, ex tennista russo
- 30 settembre - Panagiōtīs Mantīs, velista greco
- 30 settembre - Iban Mayoz, ex ciclista su strada spagnolo
- 30 settembre - Dominique Moceanu, ex ginnasta statunitense
- 30 settembre - Ashleigh Aston Moore, attrice canadese († 2007)
- 30 settembre - Adam Murray, allenatore di calcio e ex calciatore inglese
- 30 settembre - Maurício Barbieri, allenatore di calcio brasiliano
- 30 settembre - Jan Rajnoch, calciatore ceco
- 30 settembre - Óscar Serrano Rodríguez, ex calciatore spagnolo
- 30 settembre - Dumitru Stoica, giocatore di calcio a 5 e allenatore di calcio a 5 romeno
- 30 settembre - Omar el-Turk, ex cestista libanese